# Общественное радио Армении
Общественное радио Армении (арм. Հայաստանի հանրային ռադիո) — общественная радиостанция из Армении, осуществляющая вещание в частотном радиоэфире на УКВ OIRT, УКВ CCIR и СВ, через кабельную радиосеть, сеть Интернет и спутниковое вещание через спутники Eutelsat HotBird (Европа), Eutelsat 36B (Евразия), Galaxy 19 (Северная Америка). Эфир радиостанции состоит из общественно-политических, информационных, культурно-развлекательных, спортивных и музыкальных передач.

## Начало радиовещания
В 1920-е годы в ССР Армении существовали отдельные группы радиолюбителей, которые ловили волны из других городов и стран, слушая эфиры на русском, французском, греческом и турецком языках. Собственного вещания в республике при этом не было. В августе 1924 года в ССР Армении было сформировано общество радиолюбителей, насчитывавшее 12 человек, которое при поддержке профессора Ереванского народного университета А. Г. Анжура занялось формированием других групп радиолюбителей. Одним из пионеров этого движения стал Константин Аветисян, приложивший руку к учреждению радиовещания в Армянской ССР. В январе 1925 года созданная республиканская организация была принята во Всесоюзное общество радиолюбителей. 23 февраля того же года Центральный комитет Коммунистической партии Армении принял решение об учреждении в Ереване радиостанции республиканского значения. В выпуске молодёжной газеты «Авангард» от 22 апреля 1925 года объяснялось, что радиовещание — это не просто средство обеспечения связи между городом и деревней, но и самый дешевый и доступный способ просвещения широких масс. В 1926 году специально был создан радиокомитет при ЦК Компартии Армении для контроля за работой по созданию новой радиостанции и для контроля за её дальнейшей деятельностью.
Хотя со времён Первой Республики Армения в ССР Армении существовала хорошая инфраструктура в виде достаточно мощного радиопередатчика, местные власти решили не дорабатывать его до того уровня, чтобы обеспечивать возможность вещания на всю республику, а закрыли уже существовавшую станцию и решили построить новую. Согласно выпуску газеты «Советакан Айастан» от 13 июня 1926 года, строившаяся в Ереване широкополосная радиостанция должна была стать 12-й по счёту в СССР. Её решили установить административном здании железнодорожной станции: оборудование привозили из Москвы и Нижнего Новгорода. Передатчик мощностью 1,2 кВт был введён в эксплуатацию в августе 1926 года.
Пробное вещание в радиоэфире началось 1 сентября 1926 года, когда прозвучали слова: «Слушайте, слушайте, говорит Ереванская радиостанция» (арм. Լսեցեք, լսեցեք, խոսում է Երևանի լայնահաղորդ կայանը). Первый эфир длился всего 25 минут и содержал сводку новостей и музыку. В самом начале радиус вещания охватывал только Ереван и его окрестности, но затем вещание расширилось и на территорию всей республики. Пресса сообщала об успешном тестовом радиоэфире, отмечая, что голоса и музыка были слышны без помех, а 26 сентября радиокомитет при ЦК высоко оценил работу радиостанции, постановив расширить масштабы вещания и распорядившись начать набор дикторов. В теории армянской радиожурналистики существуют разногласия о том, какую точную дату считать днём рождения радио в Армении, хотя долгое время в качестве этой даты было принято считать 7 ноября 1926 года.
Регулярное радиовещание в республике началось с 1927 года: есть свидетельства о регулярном выходе радиопередач начиная с 6 апреля 1927 года. Пилотные эфиры выходили по вечерам с 18:00 и до полуночи, а с 6 апреля 1927 года передачи стали выходить в эфир в промежутки с 11:00 по 13:00 и с 17:30 по 0:00 — по вторникам, четвергам и воскресеньям. Однако из-за нехватки сотрудников и материалов многие радиоэфиры проходили не на самом высоком уровне, поскольку подготовка к ним велась в атмосфере большой спешки. В первые годы на радио не было профессиональных дикторов, поэтому обязанности радиодикторов исполняли либо сотрудники радио, либо авторы публикуемых статей. Первыми дикторами стали Вирджин Бабаян и Сурен Кананян. Одним из участников организации регулярного радиовещания считается председатель радиокомитета при ЦК КП Армянской ССР Гарник Казарян. В 1927 году приём сигнала был доступен в 25 населённых пунктах, в 1928 — ещё в 40; число радиоприёмников выросло до 200 (в том числе до 80 в Ереване). С того же года в армянских газетах стало публиковаться расписание радиопередач: первые радиопрограммы включали преимущественно сводки новостей и концерты. В эфире звучали так называемые «радиогазеты», сообщавшие как устаревшие новости, так и информацию о текущих событиях. Специально выходили радиогазеты для пионеров, для крестьян и для военных. В самых популярных радиогазетах сообщались актуальные новости из жизни республики и партии; корреспонденты сообщали последние известия из Москвы и публиковали новости о достижениях науки и техники.

## Развитие радиовещания в 1920-е и 1930-е
Исследователи истории журналистики (в том числе М. М. Овсепян) отмечают следующие особенности радиовещания в первые годы:

В общественном (республиканском) радио в первые годы вещания регулярная структура радиопрограмм была чрезвычайно редкой, а форма и содержание передач отличались пестротой. Радиопередачи, в основном, были посвящены трансляции музыкальных концертов, литературных чтений, драматических постановок, бесед в эфире, граммофонных записей. Были заложены основы радиоинтервью и радиорепортажа.

В 1928 году с целью расширения охвата радиовещания и подготовки профессиональных кадров руководство радиопрограммами было возложено на Народный комиссариат просвещения, а техническое обслуживание — на Народный комиссариат почт и телеграфов. Для увеличения числа радиослушателей началась установка громкоговорителей в домах культуры, государственном театре, консерватории и доме Красной Армии. Одновременно требовалась модернизация уже существовавшего оборудования и повышение мощностей: для строительства отдельного здания для радиостанции было выделено 700 рублей, а для трансляции репортажей, концертов и выступлений были выделены четыре номера на верхнем этаже строившейся гостиницы «Ереван». В Канакере планировали ввести в эксплуатацию радиостанцию РВ-21 имени Атарбекяна, к которой и намеревались подключить студию; мощность передатчика радиостанции составляла 4 кВт. В то же время её строительство затягивалось по ряду причин, и достроить радиопередатчик удалось только к декабрю 1929 года, а в эксплуатацию он был введён только в марте 1930 года. В то же время это позволило передавать сигнал в другие города СССР и даже в Европу. Собственно новая студия располагалась в доме 5 по улице Алека Маункяна.
Создание Ереванской радиостанции стало толчком к возникновению новых ансамблей: так появился ансамбль народных инструментов имени Арама Мерангуляна. На стыке десятилетий появились симфонический оркестр и хор; в эфире выступали камерный ансамбль, струнное трио и духовой оркестр. В музыкальном плане радио отводило достаточно много времени для оперы и балета: из армянских классических произведений первыми по Ереванскому радио прозвучали опера Армена Тиграняна «Ануш» и балет Арама Хачатуряна «Гаянэ». Также большой интерес у слушателей вызывали постановки «Кармен» и «Евгения Онегина». Помимо этого, выходили специальные программы, направленные на развитие музыкального кругозора и образования слушателей (концерты отдельных исполнителей, часы разучивания песен и концерты-загадки). В среднем в месяц выходило 4-5 музыкальных программ: если в первые годы вещания доля армянской народной музыки в эфире составляла до 85%, то в 1928—1930 годах она составляла около 65%, а к 1933—1937 годах соотношение европейской и армянской народной музыки в эфире уравнялось.
В то же время, несмотря на популярность музыкальных передач, наиболее востребованными оставались радиогазеты, сводки новостей и просветительские передачи. Основной информационной программой была передача «Последние известия», впервые вышедшая в эфир 27 мая 1929 года: в день выходило по 4-5 выпусков передачи, в которых сообщались последние новости о жизни республики и Союза, международные сводки, новости экономического строительства и партийной жизни, культуры, науки, искусства, спорта и повседневной жизни. С 1931 года она входила в редакцию общественно-политических программ, выходя в эфир в строго определённое время. 11 ноября 1932 года из программы радиовещания были исключены «радиогазеты», которые были заменены на более ёмкие и точные радиобюллетени.
В 1929 году в эфир вышла первая культурно-просветительская передача «Университет на радио», за основу которой была положена аналогичная радиопередача, созданная при МГУ. Целью этой передачи, как и у музыкальных программ, было повышение уровня образованности слушателей. В эфире «Университета на радио» проводились дебаты и дискуссии по вопросам образования, развития промышленности и сельского хозяйства, городского строительства и смежных тем, а также читались лекции на разные темы. Передача выходила в эфир на протяжении 7 месяцев с 15 октября по 15 мая; в «Университете на радио» читались лекции по шести направлениям (общее образование, рационализация промышленных предприятий, строительство, коллективизация, педагогика и антирелигиозное движение). В последующие годы в радиопрограммах читались лекции на тему земледелия и животноводства; по каждому разделу было зарезервировано порядка 1100 минут эфирного времени. «Университет на радио» стал одной из наиболее узнаваемых программ, предоставлявших зрителям новости о последних достижениях и успехах в области науки, техники и образования. В конце 1930-х годов программу закрыли после выполнения её миссии, заменив её в эфире общественно-политическими передачами.
В 1934 году состоялся первый радиорепортаж в прямом эфире, который вёл Егише Оганесян с ереванской площади Ленина. В последующие годы вплоть до 1988 года в прямом эфире Ереванского радио транслировался первомайский парад. 15 сентября 1937 года впервые состоялся спортивный радиорепортаж — матч футбольных команд «Спартак» (Ереван) и «Динамо» (Москва).

## Последующие годы
Во время Великой Отечественной войны радио выходило в эфир ежедневно, а вещание длилось до 7 часов в день. В программе «Последние новости» передавались все сводки с фронтов и важнейшие сообщения. Также ежедневно выходила передача «Письмо с фронта», материалы которой составлялись на основе писем, отправленных бойцами с фронта.
10 октября 1947 года в 19:00 вышел первый выпуск службы вещания Ереванского радио для диаспоры, в котором выступили Аветик Исаакян и Ваграм Папазян. В 1957 году был создан отдел для вещания за рубежом, на основе которого в 1983 году были сформированы две редакции: одна редакция для армянских диаспор стран Ближнего и Среднего Востока, другая — для армянских диаспор Европы и обеих Америк. Средняя дневная продолжительность радиопередач в 1983 году составляла 6,5 часов, в 1987 году — 8,5 часов. В 1993 году эти редакции было объединены в радиостанцию «Аракс» («Голос Армении», вещавшую до 2002 года).
На протяжении существования Армянской ССР ереванское радио было основным источником информации о событиях в стране и мире, встречах первых лиц, наградах и наказаниях в отношении партийных руководителей на разных уровнях. В то же время наиболее популярными среди большинства радиослушателей были концерты по заявкам и репортажи футбольных матчей с участием клубов Армении (в том числе «Арарата»), а также радиопостановки. Одним из выдающимися дикторов армянского радио были Ваграм Папазян, Грачья Нерсисян и Метаксия Симонян. 
Золотой фонд Общественного радио Армении насчитывает на 2024 год более 20 тысяч звуковых записей, музыкальных представлений, а также художественных и поэтических программ и радиовыступлений (более 150 тысяч часов). В разные годы в эфире передавались концерты Гоар Гаспарян, Татевик Сазандарян, Ованеса Бадаляна, Офелии Амбарцумян и Рубена Матевосяна. Помимо ансамбля народных инструментов имени Арама Мерангуляна, при радио Армении были созданы также эстрадно-симфонический оркестр, Камерный хор, ансамбль скрипачей и собственный симфонический оркестр. В эфире звучала подлинная национальная музыка без характерных «восточных мотивов».
В 1960-е и 1970-е годы словосочетание «армянское радио» стало одной из наиболее популярных тем для анекдотов. Одна из версий появления подобных анекдотов восходит к одной из радиопередач «Вопросы и ответы», выходившей в составе иноязычного вещания радио Армянской ССР (осуществлялось специально для репатриантов из других стран мира, переехавших в СССР, и для армянских общин по всему миру). В этой передаче репатриантам и иностранным гостям давались ответы на вопросы о том, как вести себя в той или иной ситуации. В то же время некоторые из радиоведущих на подобные вопросы отвечали с серьёзной долей иронии, что и заложило основу для возникновения анекдотов и шуток.
После Спитакского землетрясения на радио была образована Поисковая служба, которая помогла найти 17 тысяч пострадавших от катастрофы.

## После распада СССР
После провозглашения независимости Республики Армения государственные телевизионные и радиовещательные организации претерпели процедуру реструктуризации. В 1992 году Гостелерадио Армении было реорганизовано в Государственную телерадиокомпанию Республики Армения (ГТРК Республики Армения).
9 октября 2000 года был принят закон Республики Армения «О телевидении и радио», в котором был определён статус всех теле- и радиокомпаний (государственных и частных), приведены порядок их создания, лицензирования и руководства, а также изложены основы их прав и обязанностей и регламентированы все возникающие взаимоотношения. С 1992 по 2001 годы главный радиовещатель страны официально назывался Национальное радио Армении, а в 2001 году был переименован в Общественное радио Армении. В том же 2001 году была образована Национальная комиссия по телевидению и радио.
В 2007 году детский ансамбль «Аревик» Общественного радио Армении стал первым в её истории представителем на Детском Евровидении, прошедшем в Роттердаме. На конкурсе «Аревик» исполнил песню «Эразанк», заняв 2-е место.
5 сентября 2016 года во время празднования 90-летия Общественного радио Армении было объявлено о начале цифрового радиовещания.
В апреле 2024 года пост директора радио покинул Гарегин Хумарян: незадолго до этого в эфире программы «Обстановка безопасности» прозвучало интервью премьер-министра Никола Пашиняна, в котором тот сделал несколько высказываний о национальной безопасности, которые Хумарян публично раскритиковал. Совет Общественного вещателя выразил недоумение по поводу критики со стороны Хумаряна, а сам директор заявил, что его увольнение было спланировано заранее.
29 июля 2024 года завершился конкурс по выбору нового директора Общественного радио Армении. В выборах участвовали восемь человек: бывший директор Гарегин Хумарян, Мгер Маркарян, Микаел Яланузян, Лусине Петросян, Акоп Рубинян, Назели Оганян и Армен Колоян. По итогам конкурса новым директором стал Армен Колоян. Однако 13 сентября Административный суд приостановил решение об избрании Колояна директором и постановил провести повторные выборы: поводом для судебных разбирательств стал иск, поданный Лусине Петросян.

## Руководство
В 1929 году были сформированы основные структуры и подразделения радиокомитета ССР Армении, в состав который входили 12 сотрудников, готовившие порядка 2160 эфирных программ в год. Штатными сотрудниками значились:
- Константин Аветисян (руководитель радиостанции)
- Сурен Кананян (заместитель руководителя)
- Самвел Кананян (радиооператор)
- Вардгес Сандоян (на дежурстве)
- Тадевос Шахбазян (радиооператор)
- Чарчоглян Мнацакан (радиомеханик)
- Мехак Тумасян (радиослушатель)
- Константин Челышев (радиослушатель)
- Саргис Геворкян (дежурный)
- Манукян Гарник (дежурный)
- Андраник Хачатрян (дежурный офицер)
- Егише Мелик-Степанян (охранник)

21 декабря 1931 года по распоряжению председателя СНК ССР Армении был образован Комитет по радиовещанию, председателем которого стал Рубен Даштоян. Однако фактическим руководителем Ереванской студии радиовещания был Ваграм Карагулян, проработавший около 10 лет. При его участии были сформированы основные редакции Комитета по радиовещанию.
В 1933 году был создан Комитет по радиофикации и радиовещанию при Совете Народных Комиссаров Армянской ССР (Радиокомитет Армянской ССР), с 1957 года — Государственный комитет Армянской ССР по телевидению и радиовещанию (Гостелерадио Армянской ССР).
На стыке 1950-х и 1960-х годов руководителем радиовещания в республике был Акоп Айвазян. По легенде, во время одного из совещаний в Москве он случайно упал с трибуны, и этот случай стал одним из первоисточников многочисленных шуток про армянское радио.
С 1993 года должности Исполнительного директора Общественного радио Армении занимали:
- Степан Закарян (1993—1996)
- Армен Амирян[арм.] (1997—2015)
- Арман Сагателян[арм.] (2016—2017)
- Марк Григорян (2017[26]—2018)
- Гарегин Хумарян[арм.] (2019—2024[23])
- Армен Колоян (арм. Արմեն Քոլոյան, 2024[23]—н.в.)

## Текущие радиопрограммы
- Первая программа (арм. Առաջին ծրագիր) — главная информационная радиостанция
- Моё радио (арм. Իմ ռադիո, Им Радио) — музыкальная радиостанция для молодёжи
- Радио Аревик[арм.] (арм. Ռադիո Արևիկ) — радиостанция для детей
- Езидское радио (арм. Եզդի ռադիո) — радиостанция на езидском языке
- Радио Культура (арм. Ռադիո Մշակույթ, Радио Мшакуйт) — классическая музыка, культура и искусство

## Языки вещания
В начале своего существования (1920-е и 1930-е годы) Ереванское радио вещало на армянском, русском и турецком языках, а также частично на курдском. В настоящее время Общественное радио Армении вещает не на основных языках национальных меньшинств Армении, а также на языках отдельных стран и регионов. Международное вещание вне территории Армении и НКР осуществляется в КВ-диапазоне, посредством спутниковой связи и в режиме онлайн-вещания в Интернете.
Помимо армянского языка, вещание Общественного радио в настоящее время осуществляется на 14 языках (в алфавитном порядке):
- Азербайджанский
- Английский
- Арабский
- Армянский
- Ассирийский
- Греческий
- Грузинский
- Езидский
- Испанский
- Курдский
- Немецкий
- Русский
- Турецкий
- Фарси
- Французский

## Творческие коллективы
При общественном радио Армении созданы и функционируют следующие творческие коллективы:
- Ансамбль народных инструментов имени Арама Мерангуляна (основан в 1928 г.[13], художественный руководитель — Рубен Матевосян)
- Эстрадно-симфонический оркестр (основан в 1972 г., художественный руководитель — Ерванд Ерзнкян)
- Детско-юношеский эстрадно-фольклорный ансамбль «Аревик» (основан в 1979 г., художественный руководитель — Армен Геворгян)
- Камерный хор Национального радио Армении[англ.][28] (основан в 1929 г., художественный руководитель — Тигран Экекян)
- Ансамбль скрипачей Национального радио Армении имени Г. Ачемяна (основан в 1970 г., в 2003 г. переподчинён Ереванской государственной консерватории имени Комитаса)
- Симфонический оркестр Национального радио Армении имени Огана Дуряна (основан в 1966 г.)